# Gressan
Gressan ist eine italienische Gemeinde in der Autonomen Region Aostatal.
Gressan hat 3375 Einwohner (Stand 31. Dezember 2023) und liegt in einer Höhe von 645 m ü. M. an der rechten Seite der Dora Baltea. Zu der Gemeinde gehört der Ort Pila auf 1800 m Höhe.
Gressan besteht aus den Ortsteilen (ital. frazioni, frz. hameaux) Pila, La Bagne, Barral, Barrier, Bénaz, Bonellaz, Borettaz, Bovet, La Cerise, Chamen, Champian, Chanté, Chérémoz, Chez le Rû, Ciel-bleu, Clair, Clérod, La Cort, Crétaz, La Cure de Chevrot, Eaux-froides, Échandall, Étrepiou, Favret, Les Fleurs, Gerdaz, La Giradaz, Gorret, Grand-Cerise, Impérial, Jacquin, Letey, Leysettaz, La Magdelaine, Moline, Naudin, La Palud, Pâquier, Perriail, Pilet, La Piscine, Plattaz, Plein Soleil, Rémaz, Ronc, Surpillod, Taxel (chef-lieu), Tour de Ville, Vignettaz, Vilvoir, Viseran.
Gressan entstand vermutlich um 24 v. Chr. unter dem Namen Fundus Gratianus. Aber erst im Mittelalter entwickelten sich die ersten Dauersiedlungen um die festen Häuser. Die Gressaner Pfarrkirche wurde bereits um 1184 erwähnt.
Die Nachbargemeinden sind Aosta, Aymavilles, Charvensod, Cogne, Jovençan und Sarre.

## Personen
Maturino Blanchet (1892–1974), Bischof von Aosta, wurde in Gressan geboren.